# Lemma del cerchio piccolo
In analisi complessa, il lemma del cerchio piccolo (o lemma del piccolo arco di cerchio) permette la risoluzione di particolari integrali impropri aventi come integranda una funzione razionale. Tale lemma si divide in due parti.

## Primo lemma
Sia {\displaystyle \Omega } un insieme aperto del piano complesso {\displaystyle \mathbb {C} }. Sia {\displaystyle f(z)} una funzione olomorfa, tale che:
{\displaystyle \lim _{z\rightarrow z_{0}}(z-z_{0})f(z)=0}
Allora:
{\displaystyle \lim _{r\rightarrow 0}\int _{\gamma _{r}}f(z)\,dz=0}

### Dimostrazione
So che:
{\displaystyle \exists \,\varepsilon >0\,\,\exists \,\,\delta (\varepsilon )>0\,:\,\forall \,r<\delta \,\Rightarrow \left|\int _{\gamma _{r}}f(z)\cdot dz\right|<\varepsilon }
Riscrivendo il {\displaystyle \lim _{z-z_{0}}}:
{\displaystyle \exists \,\,\delta >0\,:\,\forall \,z,\left|z-z_{0}\right|<\delta \,\,\Rightarrow \,\left|(z-z_{0})\cdot f(z)\right|<{\frac {\varepsilon }{\phi _{2}-\phi _{1}}}}

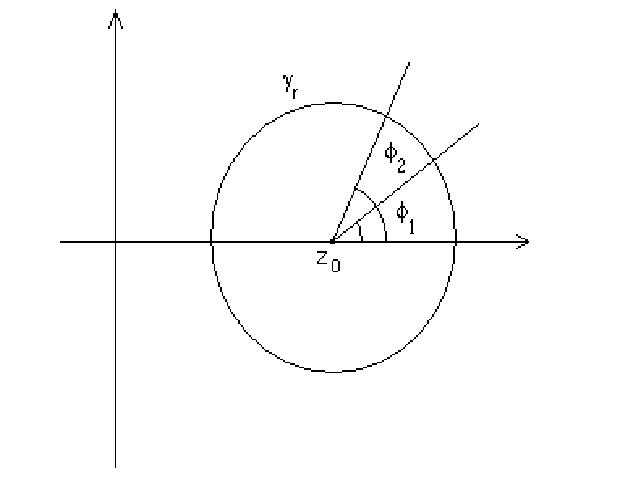
Costruzione di una curva regolare a tratti per calcolare l'integrale

Mi calcolo quindi il modulo dell'integrale:
{\displaystyle \left|\int _{\gamma _{r}}f(z)\,dz\right|\leq \int _{\gamma _{r}}\left|f(z)\right|\,dz\leq \int _{\gamma _{r}}{\frac {\varepsilon }{(\phi _{2}-\phi _{1})\left|z-z_{0}\right|}}\,dz=}
Poiché per ipotesi {\displaystyle \left|z-z_{0}\right|=r<\delta }, posso portare fuori tutta la frazione, e risolvere l'integrale che è uguale alla lunghezza dell'arco di circonferenza compresa tra i due angoli {\displaystyle \phi _{1},\,\phi _{2}}. Quindi:
{\displaystyle ={\frac {\varepsilon }{(\phi _{2}-\phi _{1})r}}\,\cdot r(\phi _{2}-\phi _{1})=\varepsilon }

### Conclusioni
Il primo lemma dimostra che data una {\displaystyle f(z)} continua in {\displaystyle \Omega \in \mathbb {C} } con singolarità isolata, precisamente un polo di ordine 1, l'integrale attorno a tale polo risulta nullo. Tale risultato, importante da un punto di vista teorico, è meno importante da un punto di vista risolutivo degli integrali.

## Secondo lemma
Sia {\displaystyle f(z)}  con polo semplice. Allora
{\displaystyle \int _{\gamma _{r}}f(z)\,dz=\,(\phi _{2}-\phi _{1})i\operatorname {Res} (f,z_{0})}

### Dimostrazione
Sviluppando tramite serie di Laurent si otterrà:
{\displaystyle f(z)={\frac {a_{-1}}{z-z_{0}}}+g(z)}
{\displaystyle a_{-1}} rappresenta il primo termine noto della parte singolare della serie di Laurent. Applicando il segno di integrazione ad ambo i membri ottengo:
{\displaystyle \int _{\gamma _{r}}f(z)\,dz=\int _{\gamma _{r}}{\frac {a_{-1}}{z-z_{0}}}\,dz+\int _{\gamma _{r}}g(z)\,dz}
La {\displaystyle g(z)} è una funzione regolare e con il primo lemma, dinnanzi calcolato:
{\displaystyle \lim _{z-z_{0}}(z-z_{0})\cdot g(z)=0\Rightarrow \int _{\gamma _{r}}g(z)\,dz=0}
l'integrale della {\displaystyle g(z)} si annulla.
Parametrizzo la mia curva chiusa {\displaystyle \gamma _{r}}, {\displaystyle z=z_{0}+re^{it}}, con {\displaystyle \phi _{1}\leq t\leq \phi _{2}}. Sostituendo nell'integrale avrò:
{\displaystyle a_{-1}\int _{\phi _{1}}^{\phi _{2}}{\frac {1}{re^{it}}}\,rie^{it}\,dt=a_{-1}\,(\phi _{2}-\phi _{1})i}
di cui il coefficiente {\displaystyle a_{-1}} rappresenta proprio il {\displaystyle \operatorname {Res} (f,z_{0})}.

### Conclusioni
Il secondo lemma, rispetto al primo, è molto più utilizzato nella risoluzione di integrali, a patto che il polo presente sia del primo ordine, {\displaystyle n=1}. Per ordini superiori tale lemma non è applicabile alla risoluzione degli integrali.